# 李杰 (電競選手)
李杰（1992年9月16日—），遊戲代號Jay，杰哥，台灣電子競技選手，主要參與《英雄聯盟》賽事，在該遊戲台港澳伺服器天梯榜上，屬前50名列為「頂尖召喚師」的菁英階級玩家。前為台灣競舞娛樂旗下的TPA戰隊，現職於Bilibili Gaming戰隊擔任教練一職。

## 大事記
- 2013年7月1日：宣布新成員Achie以及Jay加入，並釋出照片以及個人資料。[2]
- 2013年8月29日：參加英雄聯盟2013 GPL/S3 小巨蛋總決賽，在BO3賽制中以0-2敗給ahq e-Sports Club，獲得亞軍。且與華義Spider上路玩家Morning、台北狙擊者打野玩家OhReaL、ahq e-Sports Club中路玩家Westdoor及橘子熊下路AD玩家NL組成MIT迎戰來自韓國的MVP Ozone[3]
- 2017年11月12日：Jay離開J戰隊[4]
- 2018年12月10日：離開G-Rex 加入Bilibili Gaming戰隊
- 現為Bilibili Gaming後勤教練